# The Infamous
The Infamous (стилізовано під The Infamous...) (з англ. — «Сумновідомий») — другий студійний альбом американського хіп-хоп дуету Mobb Deep, випущений 25 квітня 1995 року на лейблах BMG, RCA Records і Loud Records.
У записі альбому взяли участь репери Nas, Raekwon, Ghostface Killah і Q-Tip. Він був в основному спродюсований членом групи Havoc, а Q-Tip також брав участь у продакшні, виконуючи роль міксинг-інженера. The Infamous ознаменував перехід Mobb Deep із відносно невідомого реп-дуету до впливового та комерційно успішного. Альбом був проданий тиражем понад 500 тисяч екземплярів у Сполучених Штатах і був сертифікований RIAA як «золотий» через два місяці після виходу, 26 червня 1995. 21 лютого 2020 року альбом отримав платиновий статус майже через 25 років після виходу альбому. 
Альбом дебютував на 18 місці у чарті Billboard 200 та 3 місці у чарті Top R&B/Hip-Hop Albums американського журналу Billboard. А також розмістився на 111 місці в чарті UK Albums Chart у Великій Британії. Альбом містить чотири сингли, які потрапили в чарти журналу Billboard: «Shook Ones, Pt. II», «Survival of the Fittest», «Temperature's Rising» і «Give Up the Goods (Just Step)». Пісня «Shook Ones, Pt. II» виявилася найуспішнішою на альбомі: у журналі XXL пісня посіла 18 місце у списку «250 найбільших хіп-хоп пісень 90-х» та 1 місце у списку «50 найбільших пісень Mobb Deep», де пісня «Survival of the Fittest» посіла 3 місце.
Нав'язливий стиль альбому, що визначається його мелодіями, що запам'ятовуються, різкими бітами і лірикою, що стосуються злочинності і бідності в неблагополучних районах міста, відображав темну сторону міського пейзажу Нью-Йорка в манері, яка отримала особливе визнання і оцінку критиків. Поряд з такими альбомами, як Enter the Wu-Tang (36 Chambers), Illmatic та Ready to Die, The Infamous широко відомий як альбом, який зробив значний внесок у «Ренесанс хіп-хопу Східного узбережжя». Крім того, стиль продакшну альбому по-новому визначив звучання хардкор хіп-хопу. Продакшн включає моторошні фрагменти фортепіано, спотворені синтезатори, хай-хети, зіграні вісьмома нотами, і рідкісні басові лінії. Більшість пісень, що не увійшли до альбому, стали бонус-треками для альбому The Infamous Mobb Deep 2014 року.
У 2020 році альбом посів 369 місце в оновленому списку 500 найкращих альбомів усіх часів за версією журналу Rolling Stone.

## Про альбом
Навесні 1993 року, коли гурт ще перебував у пізньому підлітковому віці, Mobb Deep випустили свій перший альбом Juvenile Hell на лейблі 4th & B'way Records. Альбом включав продакшн декількох шановних нью-йоркських продюсерів, у тому числі Large Professor, DJ Premier і партнера Public Enemy — Kerwin Young, і містив андеграундний сингл «Hit It from the Back». Через нездатність Juvenile Hell досягти значного комерційного та критичного успіху, дует був виключений з лейбла через кілька місяців після випуску альбому. Havoc і Prodigy пізніше описали Juvenile Hell як «корисний досвід».
Влітку 1993 року завдяки успіху першого синглу групи Wu-Tang Clan, «Protect Ya Neck», лейбл Loud Records шукав іншу групу для підписання контракту, і восени 1993 лейбл підписав Mobb Deep.
Запис The Infamous розпочався в 1994 році і проходив у студіях Battery Studios, Platinum Island Studios, Firehouse Studios і Unique Recording у Нью-Йорку. Havoc створював більшість бітів у своїй квартирі в Квінсбриджі, а Prodigy часто допомагав йому; на початку своєї кар'єри Prodigy навчив його семплювати. Описуючи свою мінімальну продюсерську установку, Prodigy сказав: «Наш перший семплер, який у нас був, був EPS 16 plus... Ми мали його деякий час, а коли з’явився MPC, ми купили його, і все. Маленький програвач, маленький міксер, і це все, що нам було потрібно».
На відміну від першого альбому дуету, The Infamous був майже повністю спродюсований Havoc і Prodigy за допомогою Matt Life, Schott Free і Q-Tip (підписаний як The Abstract). Продюсер Метт Лайф пізніше згадав про участь Q-Tip, заявивши: «Із самого початку Tip був дуже залучений до The Infamous. Напевно, більше, ніж люди знають. Tip був просто їх фанатом, і я знав його з давніх-давен, тому він був дуже корисний, даючи їм поради. Пізніше він прийшов на студійну сесію та сказав, що допоможе зробити зведення для двох записів. А потім він закінчив тим, що вибрав пару записів, які вони зробили, щоб зробити заново. За винятком „Drink Away the Pain“, пісні, які спродюсував Tip, були повноцінними до того, як він дістався до них. Йому подобалися тексти цих оригінальних пісень, але він зробив нові біти. Це була та сама назва пісні, той самий приспів, ті ж самі рими, тільки нові біти». Havoc пізніше прокоментував: «Q-Tip безперечно трохи змінив свій стиль, щоб взяти участь у тому, чим ми займаємося. Як і у випадку з „Drink Away the Pain“, ви бачите, як він намагається бути гангстером у пісні».
На рішення групи взяти на себе більшу частину продакшну, Havoc пізніше прокоментував: «Ми почали продюсувати самі, тому що інші продюсери давали нам лайно, яке нам не подобалося, або вони просто брали за музику надто багато грошей. Я нічого не знав про створення музики на той час, але я дізнався, спостерігаючи за іншими». Стиль продакшну в The Infamous був частиною зміни хіп-хопу в Нью-Йорку від оптимістичного та джазового впливу до грубих, суворих бітів. Цей стиль продакшну, що часто характеризується дисонансом, мінорними семплами та сильно фільтрованими басовими лініями, став відмінною рисою нью-йоркського репу середини 1990-х років.

## Обкладинка альбому
Обкладинка для The Infamous була створена в районі Queensbridge Houses в Нью-Йорку фотографом Delphine A. Fawundu, яка пізніше прокоментувала фотосесію в книзі Віккі Тобак Contact High: A Visual History of Hip-Hop, «Я була натхненна тим, як всі ці елементи з'єдналися, роблячи Нью-Йоркський хіп-хоп такою силою на той час. Я просто відчувала себе такою потужною, і все це відбувалося прямо перед моїми очима та моєю камерою». У 2019 році фотографії з фотосесії з Mobb Deep були представлені на музейній експозиції в The Annenberg Space for Photography у Лос-Анджелесі.

## Комерційний успіх
Альбом провів 18 тижнів у чарті Billboard 200, досягнувши 15 позиції, а також 34 тижні в чартах Top R&B/Hip-Hop Albums, досягнувши 3 позиції. The Infamous був сертифікований золотим 26 червня 1995 року, продавши понад 500 000 копій. Сингли «Shook Ones (Part II)» і «Survival of the Fittest» посіли 59 і 69 місця в чарті Billboard Hot 100, відповідно, і також потрапив до Топ-10 у чарті Hot Rap Singles.

## Прийом критиків
Після виходу The Infamous отримав широке визнання критиків. Тіарра Мукерджі з Entertainment Weekly поставила йому оцінку «B+», заявивши: «В основному за рахунок власного продакшена та примітивних бітів жорсткі рими пари малюють страшну картину життя на їхніх суворих вулицях у нью-йоркських будинках для бідних у Квінсбріджі. Андеграудні реп-голови і ті, хто може відриватися від бітів у джипах, радітимуть». Дмитро Леже з The Source заявив: «Mobb Deep заслужив на довіру, вигравши вирішальну битву між стилем і змістом, показавши хто справжній, а хто фальшивий. Havoc і Prodigy просто повідомляють, що вони знають».
Елліот Вілсон з журналу Vibe також написав позитивний відгук про альбом і заявив: «Кожна пісня — це окремий розділ у нелегкому вуличному житті, яке Havoc і Prodigy пережили у своєму районі Квінсбріджа… Описуючи своє життя з жорстоким реалізмом і грубими образами, любов Хевока до свого рідному місту вражає вас, як повернення Майка Тайсона». Журнал Rolling Stone назвав його «похмурим нігілістичним шедевром».

### Ретроспектива
Починаючи з першого випуску, The Infamous отримав додаткову оцінку критиків і був широко розцінений як наріжний камінь нью-йоркського хардкор-репу. Стів Х'юї з Allmusic присвоїв йому п'ятизірковий рейтинг і прокоментував: «The Infamous — це шедевр Mobb Deep, нещадно похмурий цикл пісень, який був проголошений фанатами хардкор-репу як один із найреалістичніших гангстерських альбомів, які коли-небудь записані…, він має всю атмосферу та тематичний охоплення епічної кримінальної драми. Це частково пов'язано з кінематографічним баченням детальних оповідань дуету, але це також данина тому, наскільки добре грубий, похмурий продакшн асоціюється зі світом, який зображує Мобб Діп». Далі Хьюї заявив:
|  | Це жорсткий андеграунд хіп-хоп, який вимагає задоволення на власних умовах, з кількома мелодійними приспівами, щоб привабити слухача. Так само на картині вулиць, які Mobb Deep малює тут, мало задоволення чи полегшення: Вони живуть у зоні військових дій, де у повітрі постійно висить злочинність та параноя. Банди пов'язані кодексом жорстокої відданості, повністю покладаючись один на одного у виживанні у безнадійному середовищі. Ворожі сили — поліцейські, суперники, стукачі можуть бути всюди, і одна помилка поруч із не тим чоловіком може означати в'язницю чи смерть. |

У 2004 році журнал The Source знову оцінив альбом, давши йому п'ять «мікрофонів» і заявив, що «бандитська розвага Prodigy і звуковий супровід Havoc на таких піснях, як пронизливий до кісток „Shook Ones Pt. II“ і... виявилися вічними вуличними піснями так само, як і „Life's a Bitch“ та „You Gots to Chill“. Альбом став головним продуктом для всіх жорстоких правопорушників, які прийшли в гру». У 2004 році в The New Rolling Stone Album Guide критик Кріс Райан назвав його «одним із найкращих реп-альбомів [1990-х]». За аналогією з журналом The Source, журнал XXL дав альбому класичний рейтинг «XXL» у своєму ретроспективному випуску 2007. У 2020 році альбом посів 369 місце в оновленому списку 500 найкращих альбомів усіх часів за версією Rolling Stone.

## Список композицій
| #     | Назва                                                                 | Автор                                                        | Продюсер(и)                     | Тривалість |
| ----- | --------------------------------------------------------------------- | ------------------------------------------------------------ | ------------------------------- | ---------- |
| 1.    | «The Start of Your Ending (41st Side)»                                | Albert Johnson, Kejuan Muchita                               | Mobb Deep                       | 4:24       |
| 2.    | «The Infamous Prelude»                                                |                                                              |                                 | 2:12       |
| 3.    | «Survival of the Fittest»                                             | Johnson, Muchita                                             | Mobb Deep                       | 3:43       |
| 4.    | «Eye for a Eye (Your Beef Is Mines)» (за участю Nas та Raekwon)       | Johnson, Muchita, Nasir Jones, Corey Woods                   | Mobb Deep                       | 4:48       |
| 5.    | «Just Step Prelude»                                                   | Johnson, TaJuan Perry                                        |                                 | 1:06       |
| 6.    | «Give Up the Goods (Just Step)» (за участю Big Noyd)                  | Johnson, Muchita, Jonathan Davis, Perry, Mayfield Small, Jr. | The Abstract                    | 4:02       |
| 7.    | «Temperature's Rising» (за участю Crystal Johnson)                    | Johnson, Muchita, Davis, Patrice Rushen, Freddie Washington  | The Abstract, Mobb Deep (спів.) | 5:00       |
| 8.    | «Up North Trip»                                                       | Johnson, Muchita                                             | Mobb Deep                       | 4:58       |
| 9.    | «Trife Life»                                                          | Johnson, Muchita, Michael Henderson                          | Mobb Deep                       | 5:19       |
| 10.   | «Q.U. – Hectic»                                                       | Johnson, Muchita                                             | Mobb Deep                       | 4:46       |
| 11.   | «Right Back at You» (за участю Ghostface Killah, Raekwon та Big Noyd) | Johnson, Muchita, Dennis Coles, Woods, Perry                 | Mobb Deep, Schott Free (спів.)  | 4:52       |
| 12.   | «The Grave Prelude»                                                   |                                                              |                                 | 0:50       |
| 13.   | «Cradle to the Grave»                                                 | Johnson, Muchita                                             | Mobb Deep                       | 4:57       |
| 14.   | «Drink Away the Pain (Situations)» (за участю Q-Tip)                  | Johnson, Muchita, Davis, The Headhunters                     | The Abstract, Mobb Deep (спів.) | 4:44       |
| 15.   | «Shook Ones (Part II)»                                                | Johnson, Muchita                                             | Mobb Deep                       | 5:24       |
| 16.   | «Party Over» (featuring Big Noyd)                                     | Johnson, Muchita, Perry                                      | Mobb Deep, Matt Life (спів.)    | 5:40       |
| 66:51 |                                                                       |                                                              |                                 |            |

| 25th Anniversary Expanded Edition | 25th Anniversary Expanded Edition                    | 25th Anniversary Expanded Edition | 25th Anniversary Expanded Edition | 25th Anniversary Expanded Edition |
| #                                 | Назва                                                | Автор                             | Продюсер(и)                       | Тривалість                        |
| --------------------------------- | ---------------------------------------------------- | --------------------------------- | --------------------------------- | --------------------------------- |
| 17.                               | «Shook Ones, Part I (Original Version)»              | Johnson, Muchita                  | Mobb Deep                         | 4:15                              |
| 18.                               | «The Money (Version 2) (Infamous Sessions Mix)»      | Johnson, Muchita                  | Mobb Deep                         | 4:34                              |
| 19.                               | «Lifestyles of the Infamous (Infamous Sessions Mix)» | Johnson, Muchita                  | Mobb Deep                         | 4:06                              |
| 20.                               | «Shook Ones, Pt. I (Instrumental)»                   | Johnson, Muchita                  | Mobb Deep                         | 4:12                              |
| 21.                               | «Shook Ones, Pt. II (Instrumental)»                  | Johnson, Muchita                  | Mobb Deep                         | 4:37                              |

- «Up North Trip» виключений з касетних версій альбому.

## Семпли
Інформація про семпли була взята з сайтів Sampleface і WhoSampled.
- «The Start of Your Ending» містить семпл з «Maybe Tomorrow» у виконанні Grant Green.
- «Survival of the Fittest» містить семпл з «Skylark» у виконанні The Barry Harris Trio and Al Cohn.
- «Eye for a Eye» містить семпл з «I Wish You Were Here» у виконанні Al Green.
- «Give Up the Goods» містить семпл з «That’s All Right With Me» у виконанні Esther Phillips.
- «Temperature’s Rising» містить семпл з «UFO» у виконанні ESG, «Where There Is Love» у виконанні Patrice Rushen, та інтерполяцію з «Body Heat» Грант Грін Quincy Jones.
- «Up North Trip» містить семпл з «To Be With You» у виконанні The Fatback Band, та «I’m Tired Of Giving» у виконанні The Spinners.
- «Trife Life» містить семпл з «You Are My Starship» у виконанні Norman Connors.
- «Q.U.-Hectic» містить семпл з «Kitty With the Bent Frame» у виконанні Quincy Jones, та «Black Frost» у виконанні Grover Washington Jr.
- «Right Back at You» містить семпл з «Benjamin» у виконанні Les McCann.
- «Cradle to the Grave» містить семпл з «And If I Had» у виконанні Teddy Pendergrass.
- «Drink Away the Pain» містить семпл з «I Remember I Made You Cry» у виконанні The Headhunters и «Fly, Fly, the Route, Shoot» у виконанні If.
- «Shook Ones Pt. II» містить семпл з «Dirty Feet» у виконанні Daly Wilson Big Band, «Jessica» у виконанні Herbie Hancock, та «Kitty With The Bent Frame» у виконанні Quincy Jones.
- «Party Over» містить семпл з «Lonely Fire» у виконанні Miles Davis, и «Outside Love» у виконанні Brethren.

## Учасники запису
| - Havoc – виконавець, продюсер - Prodigy – виконавець, продюсер - The Abstract – виконавець, продюсер, зведення - Big Noyd – виконавець - Raekwon – виконавець - Nas – виконавець - Ghostface Killah – виконавець - Crystal Johnson – вокал - Matt Life – продюсер - Schott Free – продюсер | - Fal Prod – продюсер - Louis Alfred III – інженер - Tim Latham – інженер - Tony Smalios – інженер, міксинг - Dino Zerros – інженер - Leon Zervos – мастеринг - Merge One – арт-дирекція - Chi Modu – фотографія - Tami Cobbs – менеджмент - Sandra Bynum – менеджмент |

## Чарти
| Чарт (1995)                            | Найвища позиція |
| -------------------------------------- | --------------- |
| UK Albums (Official Charts Company)    | 111             |
| США Billboard 200                      | 18              |
| США Top R&B/Hip-Hop Albums (Billboard) | 3               |

| Чарт (1995)               | Позиція |
| ------------------------- | ------- |
| US Billboard 200          | 180     |
| US Top R&B/Hip-Hop Albums | 34      |

### Сингли
| 1995 | "Shook Ones Part II"                     | 59 | 52 | 7  |
| 1995 | «Survival Of The Fittest»                | 69 | 60 | 10 |
| 1995 | «Temperature's Rising/Give Up The Goods» | –  | –  | 33 |

## Сертифікації
| Регіон                                                      | Сертифікація | Продажі   |
| ----------------------------------------------------------- | ------------ | --------- |
| Велика Британія (BPI)                                       | Золотий      | 100 000   |
| США (RIAA)                                                  | Платиновий   | 1 000 000 |
| продажі+прослуховування, що базуються лише на сертифікаціях |              |           |

## Нагороди і публікації
- Інформація про публікації у виданнях альбому The Infamous була взята з сайту acclaimedmusic.net[41], за винятком списків з додатковими джерелами.
- Зірочка (*) позначає неупорядковані списки.

| Видання            | Країна         | Нагорода                                             | Рік  | Позиція |
| ------------------ | -------------- | ---------------------------------------------------- | ---- | ------- |
| About.com          | США            | 100 найбільших хіп-хоп альбомів                      | 2008 | 74      |
| About.com          | США            | Найкращі реп-альбоми 1995                            | 2008 | 4       |
| Blender            | США            | 500 компакт-дисків, які ти повинен мати перед смертю | 2003 | *       |
| The Source         | США            | 100 найкращих реп-альбомів усіх часів                | 1998 | *       |
| Vibe               | США            | 51 альбом, що представляє покоління, звук та рух     | 2004 | *       |
| Vibe               | США            | 150 альбомів, що визначають епоху Vibe (1992-2007)   | 2007 | *       |
| Vibe               | США            | 50 найбільших альбомів з 93 року                     | 2013 | 26      |
| XXL                | США            | 40 років хіп-хопу: 5 найкращих альбомів за роками    | 2014 | *       |
| Ego Trip           | США            | 25 найбільших альбомів хіп-хопу за 1980-98 роки      | 1999 | 2       |
| Spin               | США            | 300 найкращих альбомів минулих 30 років              | 2015 | 205     |
| Tom Moon           | США            | 1000 записів, які потрібно почути перед смертю       | 2008 | *       |
| Hip Hop Connection | Великобританія | 100 найбільших реп-альбомів 1995-2005                | 2005 | 4       |
| The Guardian       | Великобританія | 1000 альбомів, які потрібно почути перед смертю      | 2007 | *       |
| Melody Maker       | Великобританія | Альбоми року                                         | 1995 | 28      |
| Pop                | Швеція         | Альбоми року                                         | 1995 | 11      |
| OOR                | Нідерланди     | Альбоми року                                         | 1995 | 43      |
| Spex               | Німеччина      | Альбоми року                                         | 1995 | 13      |
| Laut               | Німеччина      | Віхи                                                 | *    | *       |
| FNAC               | Франція        | Ідеальна дискографія: 823 обов'язкові альбоми        | 2015 | *       |
| Porcys             | Польща         | 100 найкращих альбомів 1990-х                        | 2013 | 99      |

## Shook Ones, Pt. II
- Інформація про публікації у виданнях синглу «Shook Ones Pt. II» взято з сайту acclaimedmusic.net[42], за винятком списків з додатковими джерелами.
- Зірочка (*) позначає неупорядковані списки.

| Видання          | Країна         | Нагорода                                                                                  | Рік  | Позиція |
| ---------------- | -------------- | ----------------------------------------------------------------------------------------- | ---- | ------- |
| Robert Dimery    | США            | 1001 пісня, яку ви повинні почути, перш ніж померти, та 10001, яку ви повинні завантажити | 2012 | 1002    |
| Blender          | США            | Видатні треки з 500 компакт-дисків, які ви повинні мати                                   | 2003 | *       |
| Blender          | США            | 1001 найкраща пісня для скачування прямо зараз!                                           | 2003 | *       |
| Blender          | США            | 500 найкращих пісень 80-х-00-х років                                                      | 2005 | 140     |
| Ego Trip         | США            | 40 найбільших хіп-хоп синглів 1980-98 років                                               | 1999 | 1       |
| Pitchfork        | США            | 500 пісень The Pitchfork                                                                  | 2008 | *       |
| Pitchfork        | США            | Найкращі 200 (+ 400 «Дивіться також») треків 1990-х років                                 | 2010 | 25      |
| QuestLove        | США            | 50 улюблених пісень                                                                       | 2012 | 34      |
| Rolling Stone    | США            | 50 найкращих пісень дев'яностих                                                           | 2016 | 22      |
| Spectrum Culture | США            | 100 найкращих пісень 90-х                                                                 | 2017 | 31      |
| The Source       | США            | 100 найкращих реп-синглів усіх часів                                                      | 1998 | *       |
| The Source       | США            | Найкращі 151 реп-пісня всіх часів                                                         | 2003 | 53      |
| XXL              | США            | 40 років хіп-хопу: 5 найкращих синглів за роками                                          | 2014 | *       |
| XXL              | США            | 250 найбільших хіп-хоп пісень 90-х                                                        | 2011 | 18      |
| XXL              | США            | 50 найбільших пісень Mobb Deep                                                            | 2012 | 1       |
| About.com        | США            | 50 великих хіп-хоп пісень                                                                 | 2001 | 21      |
| Spin             | США            | Сингли року                                                                               | 1995 | 15      |
| The Guardian     | Великобританія | Історія сучасної музики                                                                   | 2011 | *       |
| Q                | Великобританія | Головна музична колекція                                                                  | 2005 | *       |
| Face             | Великобританія | Сингли року                                                                               | 1995 | 42      |
| Spex             | Німеччина      | Найкращі сингли століття                                                                  | 1999 | *       |